# Deficitarni poklic
Deficitarni poklici so tisti, v katerih primanjkuje kadra, ki je ustrezno usposobljen za neko delo. Na trgu dela se to kaže v tem, da je povpraševanje po delavcih večje kot je dejanska ponudba določenih poklicev. Vzroki za pojavljanje so lahko različni (npr. izobraževalna politika, manjša privlačnost  in/ali slabša promocija določenih smeri študija, spremembe v strukturi gospodarstva v državi…).

## Vzroki za deficitarne poklice
Promocija, ki jo skoraj ni oziroma je le ta zelo slaba je lahko eden izmed vzrokov za pomanjkanje deficitarnih poklicev. Leta 2009 so ta problem skušali rešiti s projektom, ki so ga izvajali Ministrstvo za delo, družino in socialne zadeve, Zavod RS za zaposlovanje, Center za poklicno izobraževanje in drugi. Projekt se je imenoval To bo moj poklic. Namen projekta je bila promocija deficitarnih poklicev. Preko televizijskih oddaj so skušali mlade pritegniti, da se odločijo za izobraževanje za poklice, ki niso tako pogosti. Poleg nizke promocije k deficitarnosti poklicev prispeva tudi nizek status, slaba ocena perspektivnosti deficitarnega poklica in družbeni ugled. Mlade pa pri odločanju za deficitarne poklice odvrne tudi nizka plača, ki jo navadno prejemajo delavci. Včasih pa se lahko zgodi tudi, da problem ni v mladih, ki se ne odločijo šolati za deficitarne poklice ampak v izobraževalnih ustanovah. Zgodi se, da so šolski programi pomanjkljivi ali pa ne obstajajo. Mnogi šolski programi, ki izobražujejo za deficitarne poklice pa imajo težave s prostori, kadrom ter izvajanjem praktičnega dela.

## Posledice deficitarnih poklicev
Posledice deficitarnih poklicev se lahko kažejo na različne načine. Pomanjkanje kadra na določenih področjih se povezuje z negativnim vplivom na gospodarstvo in gospodarsko rast ter tudi s presežkom kadra na drugih področjih. Presežek kadra pa povzroči tudi težje zaposlovanje. Do brezposelnosti pride zaradi nesorazmerja med diplomanti različnih študijskih smeri in povpraševanjem po diplomantih. Ena izmed posledic je tudi npr., da pomanjkanje določenih poklicev ogroža obstoj in poslovanje večjih podjetij. V gospodarstvu se posledice pomanjkanja ustreznega kadra kažejo v slabši konkurenčnosti gospodarstva v regiji. Pri mladih se pojavlja tudi nezadovoljstvo zaradi želje dobiti primerno zaposlitev. Posledica pa je tudi povečevanje števila oseb, ki težje dobijo zaposlitev zaradi deficitarnosti poklicev. Mnogi deficitarni poklici za katere je zahtevana le poklicna izobrazba so povezani tudi s slabšim družbenim vrednotenjem in nagrajevanjem. Veliko deficitarnih poklicev se opravlja v težjih pogojih dela, kar pri mladih povzroči manjši interes za šolanje za take poklice in posledično tudi za zaposlovanje.

## Deficitarni in suficitarni poklici

### Suficitarni poklici
»Med suficitarne poklice se štejejo poklici, pri katerih v posamezni območni službi zavoda ponudba registrirano brezposelnih oseb presega povpraševanje delodajalcev (prosta delovna mesta) v preteklem koledarskem letu, in sicer za 50 in več odstotkov po programih nižjega in srednjega poklicnega izobraževanja, ter za 80 in več odstotkov po programih srednjega, višjega in visokega izobraževanja.«. Za suficitarne poklice je torej značilno veliko število kadra, ki je v nekem trenutku na voljo. Študijske smeri za katere je značilna suficitarnost so: pravo ter družboslovne in poslovne vede medtem ko je deficitarnost značilna za področja tehničnih ved, naravoslovja, matematike in računalništva, zdravstva, sociale, umetnosti in humanistike.
Zavod Republike Slovenije za zaposlovanje (ZRSZ) je v preteklosti vsako leto naredil seznam deficitarnih in suficitarnih poklicev. »Pri opredeljevanju suficitarnih in deficitarnih poklicev oziroma poklicnih področij metodologija znanja zajema naslednje podatkovne vire: potrebe po delavcih, delovna dovoljenja in zaposlovanje tujcev, v primerjavi z registrirano brezposelnostjo.«.

### Raziskava Napovednik zaposlovanja
Seznama deficitarnih in suficitarnih poklicev od leta 2013 ne sestavljajo več zaradi spremembe Zakona o urejanju trga dela (ZUTD). V zakonu je namreč opredeljeno, da delodajalcem ni več potrebno razpisati objave o prostem delovnem mestu na Zavodu za zaposlovanje RS, ki je bila prej obvezna. Zaradi te spremembe na zavodu nimajo zadostnih informacij glede števila vseh prostih mestih. Posledično ne morejo določen poklic opredeliti kot deficitaren. Kljub temu to težavo na zavodu rešujejo tako, da dvakrat na leto opravijo raziskavo Napovednik zaposlovanja. Le ta jim omogoča, da dobijo kratkoročne napovedi slovenskih delodajalcev v zvezi z zaposlovanjem, podatke o zaposlenosti in težavah, ki bi se lahko pojavile pri kadrovanju v podjetjih ali organizacijah.
Najnovejši podatki iz Napovednika zaposlovanja 2017, ki je bil izveden jeseni, pravijo, da bodo v naslednjih šestih mesecih najpogosteje iskani delavci za preprosta dela v predelovalnih dejavnostih, vozniki težkih tovornjakov in vlačilcev, varilci, skladiščniki in uradniki za nabavo in prodajo, prodajalci, orodjarji, tehniki za strojništvo, zidarji, drugi delavci za preprosta dela, čistilci, strežniki in gospodinjski pomočniki v uradih... V raziskavi so ugotovili tudi, da se velikokrat zgodi, da se na razpisano delovno mesto ne prijavi nihče. Daljšanje postopkov iskanja ustreznih delavcev, nezaposlovanje delavcev in iskanje primernih delavcev izven naših meja so posledice, ki se kažejo zaradi pomanjkanja primernih kadrov. Ostali delavci v podjetju morajo zato opraviti več ur dela, delo opravljajo zunanji izvajalci oziroma se odločijo za (pre)usposabljanje delavcev, ki so že zaposleni.

## Visoka, univerzitetna in podiplomska izobrazba in deficitarni poklici
Deficitarni poklici niso omejeni zgolj na nižjo izobrazbeno stopnjo. Pojavljajo se lahko tudi na višjih izobrazbenih stopnjah. V mnogih državah, med drugim tudi v Sloveniji, bo v prihodnosti narasla zlasti potreba po različnih poklicih v zdravstvu. Vzrok za to je staranje prebivalstva. Potrebovali bomo tako zdravnike specialiste kot tudi bolničarje in negovalce. V gradbeništvu se kaže zlasti potreba po univerzitetnih diplomiranih inženirjih gradbeništva, na informacijskem področju potreba po univerzitetnih diplomiranih inženirjih računalništva in informatike, ter na tehničnem področju potreba po univerzitetnih inženirjih strojništva in univerzitetnih inženirjih elektrotehnike. V naravoslovju in tehniki je primanjkljaj oseb z univerzitetno izobrazbo s področja kemijske tehnologije in univerzitetno izobrazbo s področja kemije.   Podatki o tem kateri diplomanti so najbolj iskani, so že vrsto let na razpolago dijakom, ki se vpisujejo na terciarno izobraževanje in sicer z namenom, da se usmerijo tudi v deficitarne panoge.

## Štipendije za deficitarne poklice
Javni štipendijski, razvojni, invalidski in preživninski sklad Republike Slovenije vsako leto podeljuje štipendije za deficitarne poklice. Kandidati se morajo v vnaprej določenem roku prijaviti za prejemanje štipendije. Štipendije so namenjene dijakom, ki se v tistem letu izobražujejo za poklice za katere ni na voljo dovolj kadra ob upoštevanju potreb delodajalcev. Namen štipendij je prav tako spodbujanje mladih za vpis v izobraževalne programe za katere je ugotovljen primanjkljaj kadra na trgu dela. S tem skušajo povečati zaposljivost mladih in zmanjšati neskladje na trgu dela med povpraševanjem in ponudbo določene delovne sile. Štipendije so financirane iz strani Republike Slovenije in Evropske unije iz Evropskega socialnega sklada.

### Cilji štipendij
Opredeljeni so štirje cilji štipendij za deficitarne poklice: 
- zagotavljanje ustreznega kadra na trgu dela glede na povpraševanje delodajalcev;
- spodbujanje vpisa na vrste in področje izobraževanja, ki pospešujejo gospodarski razvoj in izboljšujejo zaposljivost;
- možnost zaposlovanja na področjih, kjer se tradicionalno zaposlujejo tujci, spodbujanje vpisa v izobraževalne programe srednjega *poklicnega in strokovnega izobraževanja, za katere sedaj ni dovolj zanimanja in jim grozi ukinitev;
- promocija poklicnega in strokovnega izobraževanja.

### Deficitarni poklici in štipendije
V šolskem letu 2017/18 je bil določen naslednji nabor deficitarnih poklicev: kamnosek/kamnosekinja, mehatronik operater/operaterka, izdelovalec/izdelovalka kovinskih konstrukcij, inštalater/inštalaterka strojnih inštalacij, oblikovalec kovin orodjar/orodjarka, elektrikar/električarka, avtokaroserist/avtokaroseristka, pek/pekarka, slaščičar/slaščičarka, mesar/mesarka, tapetnik/tapetničarka, mizar/mizarka, zidar/zidarka, tesar/tesarka, klepar-krovec/kleparka-krovka, izvajalec/izvajalka suhomontažne gradnje, slikopleskar-črkoslikar/slikopleskarka-črkoslikarka, pečar-polagalec keramičnih oblog/pečarka-polagalka keramičnih oblog, gozdar/gozdarka, dimnikar/dimnikarka. Štipendije pa so podelili tudi dijakom in dijakinjam dvojezičnih izobraževalnih programov in sicer: ekonomski tehnik/ekonomska tehnica (IS), ki se izvaja v italijanskem jeziku, mehatronik operater/operaterka (DV), ki se izvaja v madžarskem jeziku, strojni tehnik/strojna tehnica (DV), ki se izvaja v madžarskem jeziku in kemijski tehnik/kemijska tehnica (DV), ki se izvaja v madžarskem jeziku.